# Săcueni, Dâmbovița
Săcueni este un sat în comuna Gura Ocniței din județul Dâmbovița, Muntenia, România.

## Date geografice
Localitatea constituie punctul de vărsare a râului Răzvădeanca în râul Slănic.

## Istoric
La sfârșitul secolului al XIX-lea, satul Săcueni alcătuia o comună de sine stătătoare  din plaiul Dealul-Dâmbovița din județul Dâmbovița, având 719 locuitori. În comuna Săcueni funcționau o biserică, o școală, fabrici de var, țuică și cărămidă. În 1925, comuna Secueni avea în compunere satele Secueni și Adâncata, împreună cu cătunul Malurile, cu o populație totală de 2564 de locuitori și făcea parte din plasa Târgoviște a aceluiași județ.
În 1950, ea a fost arondată raionului Târgoviște din regiunea Prahova și apoi (după 1952) din regiunea Ploiești. În 1968, comuna Săcueni a fost desființată și inclusă în comuna Gura Ocniței, care a revenit județului Dâmbovița (reînființat).